# Percnostola arenarum
El hormiguero del Allpahuayo (Percnostola arenarum), es una especie de ave paseriforme de la familia Thamnophilidae perteneciente al género Percnostola. Es endémico de la Amazonia del noreste de Perú.

## Distribución y hábitat
Se distribuye en el noreste de Perú, en el departamento de Loreto, al norte del río Marañón (cuencas de los ríos Morona y Nanay).
Esta especie es poco común y muy local en bosques enanos de terra firme, de suelos arenosos blancos, hasta los 200 m de altitud. Habita en el denso sotobosque donde crecen arbolillos de canopia inferior a los 10 m (a veces menos de 5 m), especialistas de este terrenos, como las palmeras Euterpe catinga y las especies de Caraipa. Este hábitat es localmente conocido como «varillales». Parece restringirse a este tipo de hábitat, a pesar de también haber sido encontrado, aunque de forma extremadamente local, en hábitat de suelo pobre en nutrientes, conocido como «irapayales», compuesto de bosque más alto con un denso sotobosque de palmeras Lepidocaryum tenue, conocida como «irapay», que crecen en suelos antiguos de arcilla y también en suelos arenosos.

## Descripción
Mide 14,5 cm y pesa entre 22 y 24 g. Presenta dimorfismo sexual, el iris es gris, el pico negro y el tarso gris azulado. El macho es gris obscuro por arriba, más obscuro en la frente, más claro en el manto; las plumas centrales de la corona, especialmente aquellas cercanas a los lados de la cabeza, son ligeramente más obscuras que las de los bordes. Las rectrices son gris obscuro, siendo que las dos rectrices externas de cada lado tienen finas puntas de color gris parduzco. Las plumas cobertoras de las alas son negras con una fina margen blanca en las puntas. El lorum y los auriculares son gris obscuro. La barbilla y la garganta son negruzcas. El resto de las partes inferiores son de color gris obscuro.
La hembra es gris obscuro por arriba con las cobertoras de las alas negras, bordeadas de color pardo rojizo. La barbilla, garganta, región malar y pecho son de color blanco teñido de pardo amarillento rojizo. Los flancos son del mismo color pero teñidos de moreno. El centro del vientre es demarcado por una mancha blanca; la parte posterior del vientre y las plumas tibiales son de color similar al resto, pero menos intensamente teñidas.

## Estado de conservación
El hormiguero del Allpahuayo ha sido calificado como «vulnerable» por la Unión Internacional para la Conservación de la Naturaleza (IUCN), debido a que la especie, recientemente descrita, tiene una pequeña área de distribución conocida, dentro de la cual, su hábitat altamente especializado se encuentra en decadencia, tanto en extensión como en calidad. La población total está estimada en 1000 a 2500 individuos.

### Amenazas
Con base en modelos de deforestación de la Amazonia, se presume que esta especie pierda 7% de su hábitat conveniente a lo largo de tres generaciones (14 años). Dada su susceptibilidad a la fragmentación de su hábitat, se presume que la población también decaiga menos del 25% a lo largo de las tres generaciones. Este hábitat está sujeto a intensa actividad humana en una región de rápido crecimiento populacional. Los varillales son intensamente explotados para obtención de varas para construcción de habitaciones, y las hojas de palmera irapay son cosechadas para hacer techos. El impacto de estas amenazas está exacerbado por el hecho de que la especie ha sido encontrada apenas en ciertos varillales y menos todavía en irapayales.

### Acciones de conservación
El establecimiento de la Reserva nacional Allpahuayo Mishana (inicialmente como Zona Reservada) en 1999, que incluye la mayor parte del área de distribución conocida de P. arenarum, fue un paso significativo para la protección de la especie. Ahora, se esperan los recursos legales y materiales para la efectiva protección del área.

## Comportamiento
A pesar de semejante, el comportamiento de esta especie se distingue del de Percnostola rufifrons y sus subespecies P. r. subcristata y P. r. minor en dos características. La primera, cuando forrajean, éstas mueven la cola hacia abajo rápidamente y la levantan lentamente, mientras P. arenarum no exhibe ningún comportamiento estereotípico de la cola cuando forrajea. No hay informaciones disponibles sobre el comportamiento de P. r. jensoni. La segunda característica, P. arenarum nunca fue observada siguiendo regueros de hormigas legionarias (que en realidad ocurren raramente en su hábitat preferido), mientras las otras mencionadas, especialmente rufifrons y subcristata, y con excepción de jensoni, ocupan la mitad de su tiempo forrajeando atrás de regueros y han sido consideradas «seguidoras profesionales de hormigas legionarias».
El comportamiento en general se parece al de P. rufifrons. Casi siempre forrajean a una altura de alrededor de un metro del suelo, se mueven muy rápidamente, volando de una rama a otra. Algunas veces bajan al suelo buscando alguna presa y vuelven inmediatamente a su percha sobre el suelo. También suelen buscar por presas desde una percha en un tronco caído, moviéndose a saltos cortos de unos pocos centímetros y revolviendo hojas en el suelo con el pico buscando por presas ocultas, pero sin usar sus pies para este fin. Se mueven en pareja o en pequeños grupos, separados de bandadas mixtas. Los miembros de la pareja a veces forrajean a unos pocos metros uno del otro pero frecuentemente están separados por hasta 10 m, a veces hasta 40 m, manteniendo el contacto vocal mientras se mueven rápidamente por su territorio.

### Alimentación
Su dieta consiste de insectos, probablemente también de arañas.

### Vocalización
El canto es un sonoro campanilleo «chu-du-du-dududududududu», que se apaga ligeramente hacia el final. Generalmente cantan desde una percha ligeramente elevada, alrededor de um metro del suelo y mientras lo hacen sacuden la cola hacia abajo con cada nota del canto.

## Sistemática

### Descripción original
La especie P. arenarum fue descrita recién en 2001, por los ornitólogos estadounidenses Morton L. Isler, Phyllis R. Isler, Bret M. Whitney, y el peruano José Álvarez Alonso bajo el mismo nombre científico; la localidad tipo es «Mishana, 03° 55′ S, 73° 29′ W, en el Río Nanay, Departamento de Loreto, Perú, elevación aproximada 100 m». El holotipo, una hembra, de número MUSM 21104, se encuentra depositado en Museo de Historia Natural de la Universidad Nacional Mayor de San Marcos, Lima, Perú.

### Etimología
El nombre genérico femenino «Percnostola» deriva del griego «perknos»: de color oscuro y «stolē»: vestido, significando «vestido de color oscuro»; y el nombre de la especie «arenarum» se refiere a los suelos arenosos cuarzíticos y podsólicos donde se encuentra su hábitat. El nombre común «del Allpahuayo», en reconocimiento a la Reserva nacional Allpahuayo Mishana, recientemente establecida, y que incluye el corazón de la zona de distribución de la especie.

### Taxonomía
Es monotípica.